# Mythologie der Māori

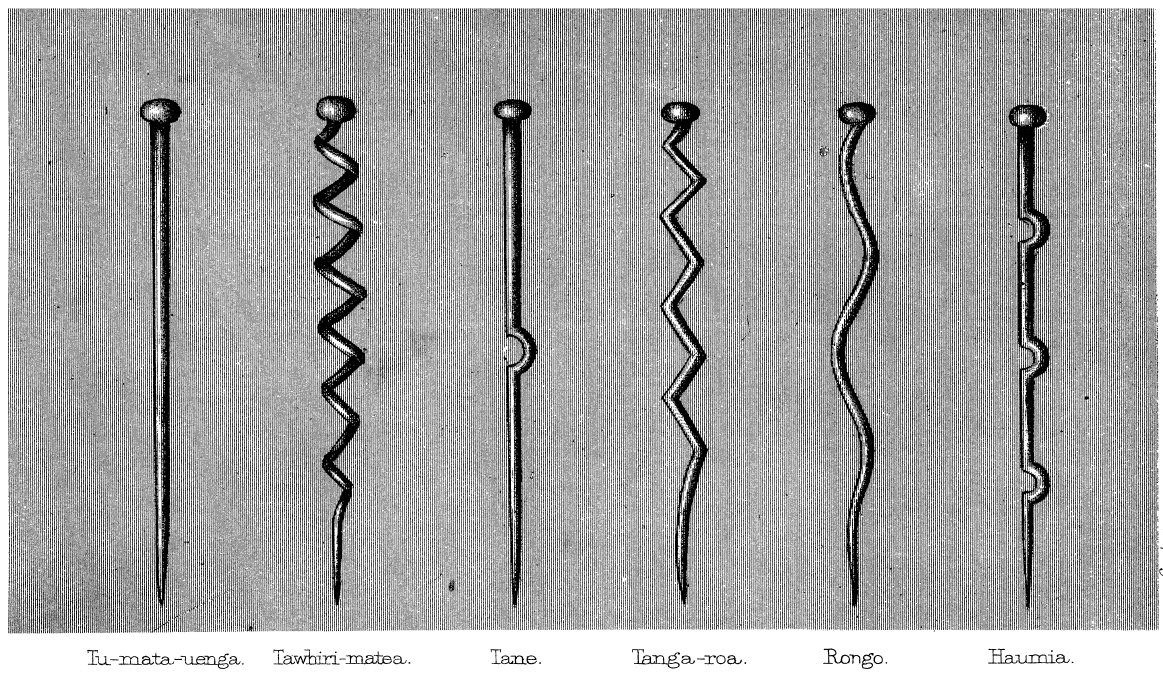
Die sechs wichtigsten Māori-Götter, symbolisiert durch Holzstifte: Tūmatauenga, Tāwhirimātea, Tāne, Tangaroa, Rongo, and Haumia (von links nach rechts)

Mythologie der Māori oder Māori-Mythologie sind Begrifflichkeiten, mit denen die Mythen, Legenden und Geschichten der Māori in Neuseeland sinnvoll beschrieben werden können. Die Rituale, der Glaube und die Weltanschauungen der Māori-Kultur basieren auf einer sehr differenzierten Mythologie, die von der polynesischen Herkunft geerbt worden und in der neuen Umgebung in Neuseeland weiterentwickelt worden war.
In der Mythologie der Māori spielt das göttliche Elternpaar Rangi und Papa (Himmel und Erde) eine wesentliche Rolle, von denen weitere Götter und Nachfahren abstammen, die wiederum alle Lebewesen hervorbrachten und die für Wälder, das Meer, Vögel, Fische usw. zuständig sind.
Die „Überlieferungen berichten im Gegensatz zu den Mythen von Begebenheiten, die überwiegend so hätten passieren können. Ahnenforschung platziert diese in eine Zeitspanne nicht weiter zurückliegend als ein Jahrtausend. Alle spielten sich geographisch gesehen in Neuseeland selbst ab, und das Allgemeinwissen ist auf dieses Land begrenzt.“
Sehr wesentlicher Punkt in den Überlieferungen ist die Herkunft der Māori von Hawaiki und die ihrer Kanus (Waka), in denen sie vor Jahrhunderten nach Aotearoa (Neuseeland) eingewandert sind.

## Mythen

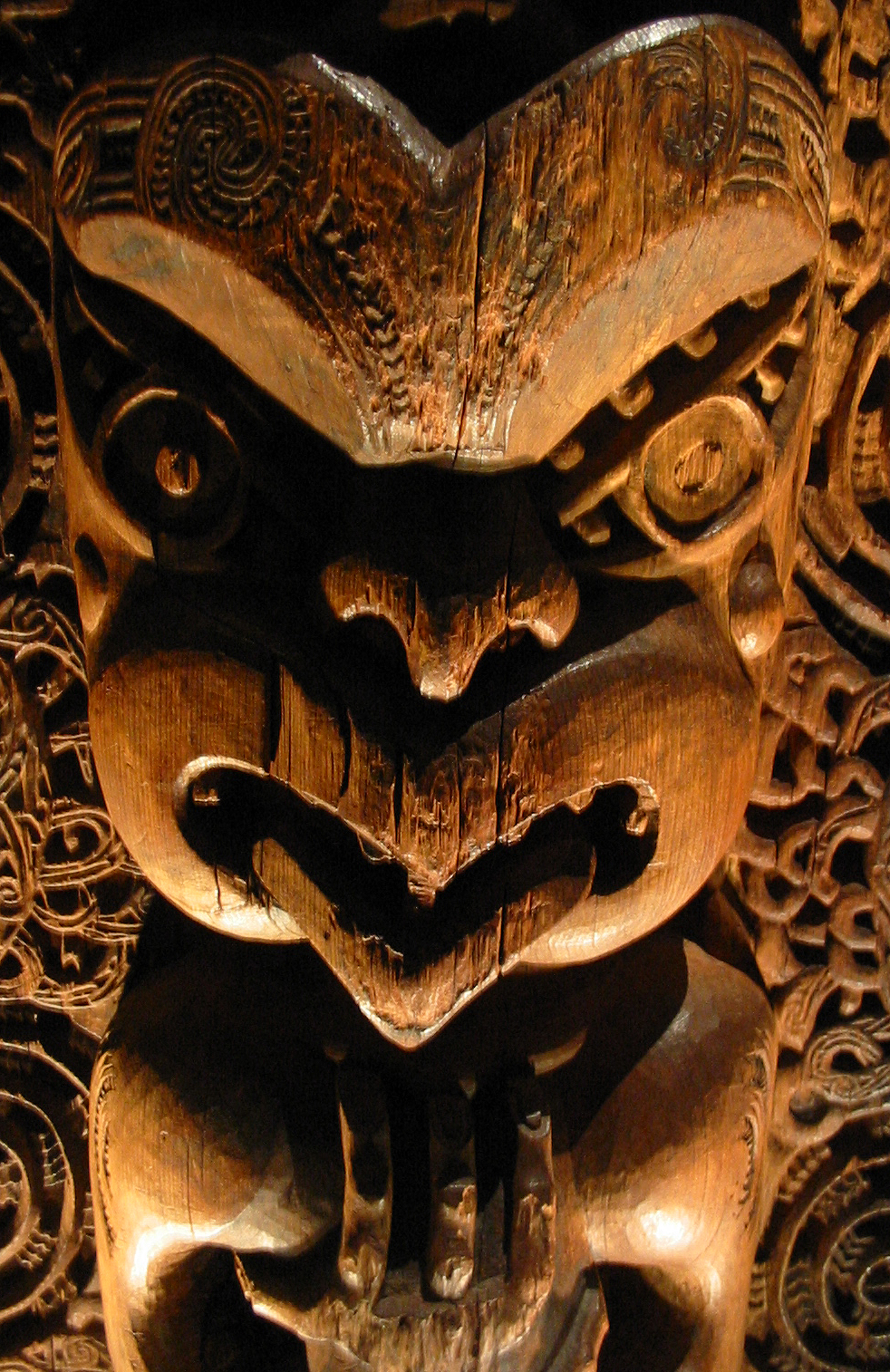
Detail eines tāhūhū (Firstbalken), Ngāti Awa, Bay of Plenty, Neuseeland, circa 1840. Vermutlich Darstellung einer der beiden Vorfahren Tūwharetoa oder Kahungunu.